# Maserati 3200 GT
Der Maserati 3200 GT ist ein von Giorgetto Giugiaro entworfener Sportwagen des italienischen Autoherstellers Maserati, der von Sommer 1998 bis Ende 2001 hergestellt wurde. Der Innenraum wurde von Enrico Fumia gestaltet. Es war bis zur Einführung des MC20 im Jahr 2020, das letzte Maserati-Sportcoupé mit Biturbo-Motor. Seine Produktionszeit überdeckt sich mit der Übernahme von Maserati durch Ferrari. 

## Fahrzeugcharakteristika
Das im August 1998 eingeführte Fahrzeug war ein 2+2-sitziges Luxus-Coupé. Die äußere Form gestaltete Giorgio Giugiaro, das Interieur hingegen entwarf Enrico Fumia vom Lancia Centro Stile. Das Coupé hat einen 3,2-Liter-V8-Biturbo-Motor, der bereits im Quattroporte und im Shamal eingebaut wurde, hier jedoch in einer überarbeiteten Version mit einer maximalen Leistung von 272 kW (370 PS). Die als 3200 GTA bezeichnete Variante mit Automatikgetriebe brachte es auf maximal 271 kW (368 PS). Diese Motorleistung wurde über den gesamten Produktionszeitraum des 3200 GT nicht verändert. Neu war zudem der Einsatz eines elektronischen Gaspedals, also einer elektrischen Drosselklappensteuerung, mit deren Hilfe auf den Seilzug zwischen Gaspedal und Motor verzichtet werden konnte und ein besseres Ansprechverhalten des Motors hergestellt werden sollte.

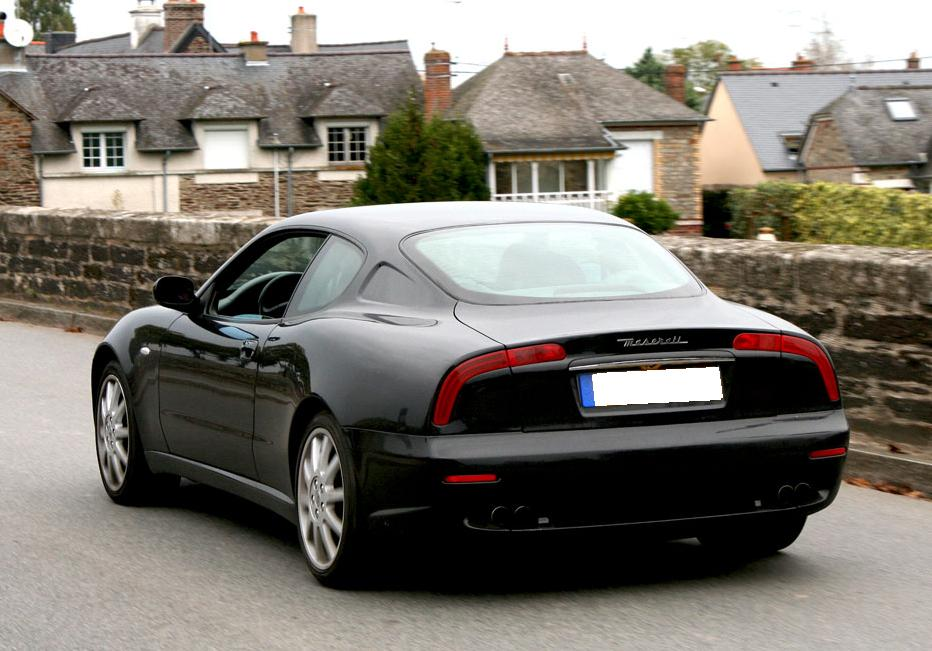
Markantes Merkmal des 3200GT:
die Bumerang-Rücklichter

Das auffälligste Gestaltungselement des 3200 GT waren die wie ein Bumerang geformten Rückleuchten mit Leuchtdioden. Es war das erste Auto in Serie mit LED-Rückleuchten. Sie verschwanden aber bereits nach vier Jahren mit der Einführung des Nachfolgemodells.
Als Designmerkmal lassen sich zudem die von Maserati eigens gefertigten Leichtmetallräder mit zehn Speichen bezeichnen, da sie bis 2001 die einzige ab Werk verfügbare Radvariante waren. Erst zusammen mit dem Sondermodell „Assetto Corsa“ kamen neue Räder mit  15 Speichen hinzu, die jedoch diesem Modell vorbehalten blieben.
Der 3200 GT wurde nur in Europa, Australien und Neuseeland verkauft. In den USA war das Fahrzeug wegen des zu langen Radstandes und der speziellen Form der Rücklichter nicht zulassungsfähig.
Deshalb und infolge des Drucks der neuen Ferrari-Führung, die für Maserati einen Wiedereinstieg in den US-amerikanischen Markt vorsah, wurde der 3200 GT Ende 2001 durch das Maserati Coupé, auch 4200 genannt, ersetzt. Äußerlich unterschied sich dieses bis auf Radstand, Rücklichter und die fehlenden Luftschlitze in der Motorhaube kaum, hatte jedoch zahlreiche technische Änderungen wie zum Beispiel einen von Ferrari entwickelten V8-Saugmotor.

## Ausstattungsmerkmale

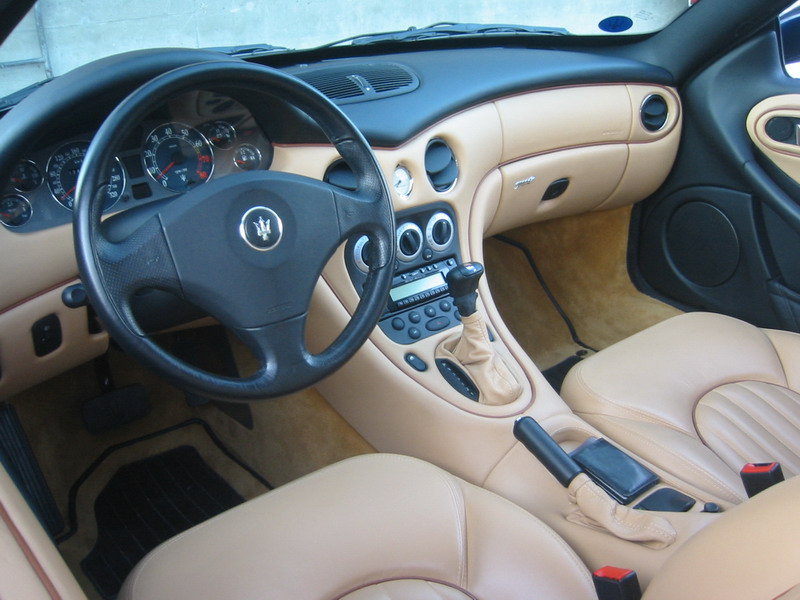
Interieur des 3200 GTA

Zum – gemessen an der Konkurrenz – relativ geringen Grundpreis von 143.000 DM (Preis für die Schaltgetriebe-Variante im Jahr 1998) erwarb der Käufer mit dem 3200GT einen Sportwagen mit bereits üppiger Ausstattung.
So verfügte das Fahrzeug grundsätzlich über eine Klimaautomatik, Volllederausstattung (lediglich der Dachhimmel bestand aus Alcantara), Sitzheizung vorne, elektrische Sitzverstellung mit EasyEntry-Funktion, Fahrer- und Beifahrerairbag, Antiblockiersystem sowie Antriebsschlupfregelung.
Optional waren auf Grund der Kleinserienfertigung zahlreiche Individualisierungen möglich. So konnte man die Farben der Innenausstattung sowie die Lackierung gegen Aufpreis frei nach Wunsch konfigurieren. Weitere Sonderausstattungen waren ein Leder-Dachhimmel, eine Memory-Funktion der Sitze für Fahrer und Beifahrer, ein automatisch abblendender Rückspiegel sowie Carbonausführungen bestimmter Teile des Interieurs (z. B. Schaltknauf).
Des Weiteren wurde das Fahrwerk als Skyhook-Variante angeboten, welche mittels Sporttaste eine elektronische Verstellung des Härtegrades erlaubte.
Xenon-Scheinwerfer wurden über die gesamte Bauzeit hinweg nicht angeboten und waren erst im Nachfolgemodell Maserati Coupé verfügbar. Eine Einparkhilfe war für den 3200 GT ebenso nicht verfügbar.

## Sondermodell Assetto Corsa
Inspiriert durch das Verlangen der Kundschaft nach einer Version des 3200 GT(A) mit noch höheren Rennambitionen, stellte Maserati auf dem Genfer Auto-Salon des Jahres 2001 die auf 150 Stück limitierte Edition „Assetto Corsa“ (zu Deutsch „Rennstrecken-Trimmung“) vor, die in den Lackierungstönen Rosso Mondiale, Grigio Touring, Grigio Alfieri, Nero und Nero Carbonio erhältlich war.
Maserati entschied sich, auf eine Leistungssteigerung zu verzichten und legte sein Augenmerk auf Verbesserungen in Handling- und Bremseigenschaften. Hierzu wurden unter anderem der Bremskraftverstärker verbessert, spezielle Bremsklötze verwendet und das Fahrzeug um 15 mm tiefergelegt. Das zuvor optional erhältliche Skyhook-Fahrwerk wurde modifiziert und war nun Standard. Auch auf den notwendigen Komfort sollten die Kunden nicht verzichten müssen. Deshalb bot die „Assetto Corsa“-Edition wieder Platz für vier Personen und die Innenausstattung wurde mit speziellem „Connolly Sport Leder“ versehen.
Äußerlich ist die „Assetto Corsa“-Edition an den roten Bremssätteln und den rauchgrau getönten 18-Zoll-Rädern mit 15 Speichen von BBS zu erkennen, die in ungetönter Variante im Nachfolgemodell Maserati Coupé als Standardräder verwendet wurden.

## Technische Daten
| Maserati:                  | 3200 GTA                                                               | 3200 GT                                                                |
| -------------------------- | ---------------------------------------------------------------------- | ---------------------------------------------------------------------- |
| Motorbauart:               | 8-Zylinder-V-Frontmotor (zusätzlich 2 Turbolader und 2 Ladeluftkühler) | 8-Zylinder-V-Frontmotor (zusätzlich 2 Turbolader und 2 Ladeluftkühler) |
| Hubraum:                   | 3217 cm³                                                               | 3217 cm³                                                               |
| Bohrung × Hub:             | 80,0 × 80,0 mm                                                         | 80,0 × 80,0 mm                                                         |
| Leistung bei 1/min:        | 271 kW (368 PS) / 6250                                                 | 272 kW (370 PS) / 6250                                                 |
| Max. Drehmoment bei 1/min: | 491 Nm / 4500                                                          | 491 Nm / 4500                                                          |
| Verdichtung:               | 8,0 : 1                                                                | 8,0 : 1                                                                |
| Getriebe:                  | 4-Gang-Automatik Hinterradantrieb                                      | 6-Gang-Getriebe Hinterradantrieb                                       |
| Vmax:                      | 270 km/h                                                               | 280 km/h                                                               |
| 0–100 km/h:                | 5,1 s                                                                  | 4,9 s                                                                  |
| Verbrauch:                 | 16,7 l/100 km                                                          | 16,2 l/100 km                                                          |
| Tankinhalt:                | 90 l                                                                   | 90 l                                                                   |
| Leergewicht:               | 1614 kg                                                                | 1590 kg                                                                |
| Grundpreis (1998):         | 149.000 DM                                                             | 143.000 DM                                                             |
| Stückzahl:                 | 4795 (Assetto Corsa: 150)                                              | 4795 (Assetto Corsa: 150)                                              |